# مسييه 13

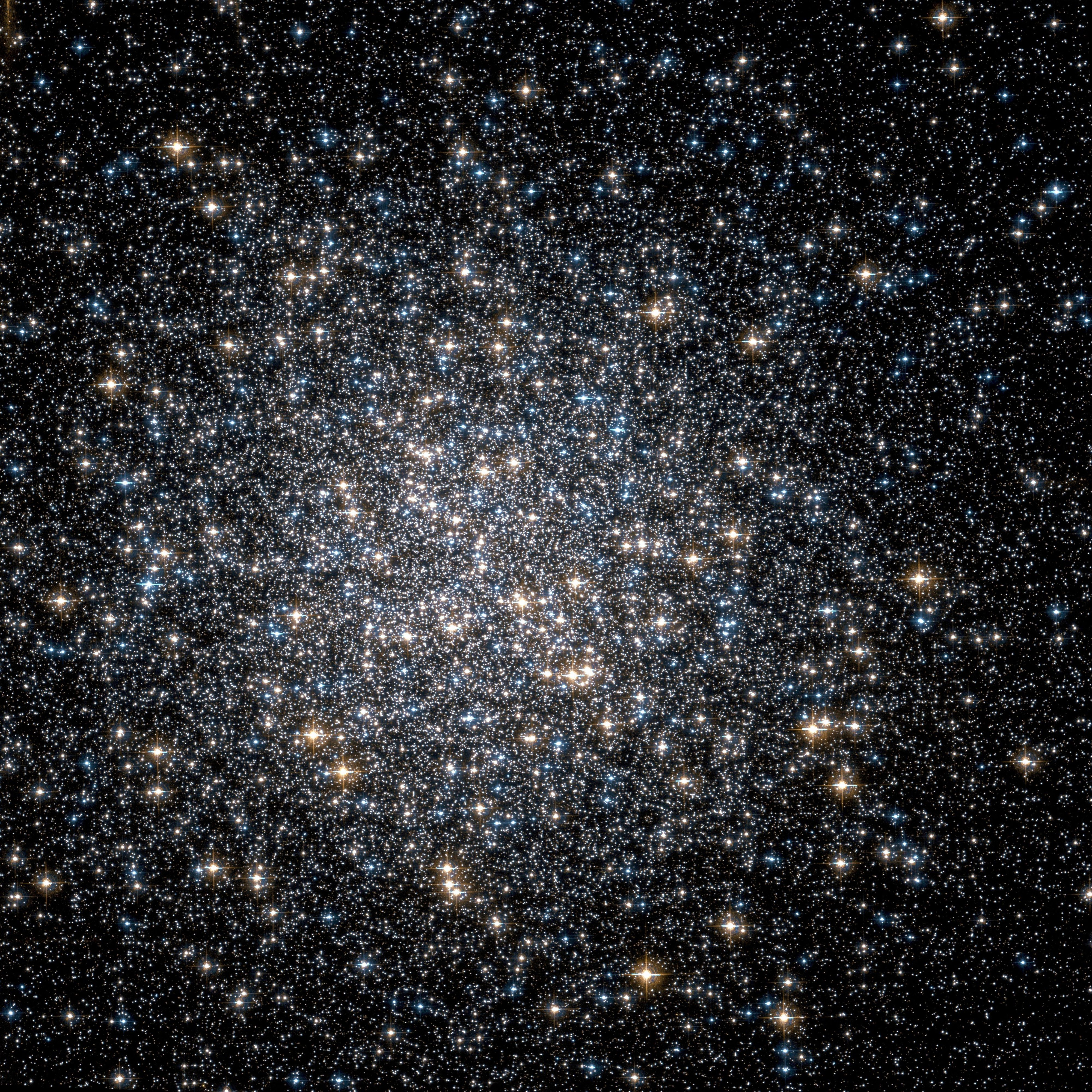
تجمع الجاثي النجمي المغلق.

مسييه 13 , تجمع الجاثي النجمي المغلق وهو عبارة عن تجمع نجمي مغلق يقع في كوكبة الجاثي ويتكون من مئات الآلاف من النجوم وقد اكتشفه العالم إدموند هالي في عام 1714 م، وتم تصنيفه من قِبَل شارل مسييه في فهرس مسييه برقم 13 في سنة 1764 في اليوم الأول من شهر حزيران (يونيو)، وهو أحد ألمع وأشهر العناقيد الكروية في السماء الشمالية. يبلغ قدره الظاهري 5.8+ ويبتعد مسييه 13 عن الأرض بمسافة 22,200 سنة ضوئية (6800 فرسخ فلكي). وتم تعيينه في الكتالوج العام الجديد هو NGC 6205. ويقدّر عمر عنقود هرقل النجمي بـ 11.65 مليار سنة ويحتوي على حوالي 300,000 نجم. الكتلة المقدرة للعنقود حوالي نصف مليون كتلة شمسية. يظهر مسييه 13 في السماء بطول 20 دقيقة قوسية، وهو ما يتوافق مع قطره والذي يبلغ 145 سنة ضوئية. يمكن رؤية مسييه 13 بالعين المجردّة في مناطق السماء الصافية والخالية من التلوث الضوئي. ألمع نجم في مسييه هو V11 ، وهو عملاق أحمر مصنّف كنجم متغير. ويبلغ القدر الظاهري للنجم V11 البصري 11.95+ ويقع على بعد 25,100 سنة ضوئية من الأرض.

## تاريخ أكتشافه
تم اكتشاف الكتلة الكروية هرقل من قبل عالم الفلك الإنجليزي إدموند هالي في عام 1714. وأشار إدموند هالي قائلاً: إنه تقريباً في الخط الأيمن مع النجم زيتا وإيتا لباير، وهو أقرب إلى زيتا منه إلى إيتا بمقارنة وضعه بين النجوم، يكون مكانه قريب من [كوكبة العقرب]26 درجة 1/2 مع 57 درجة شمالاً. ويظهر على شكل رقعة صغيرة في السماء بالعين المجردة، عندما تكون السماء هادئة والقمر غائب.
قام شارل مسييه بفهرسة الكائن في 1 يونيو 1764. حيث دونه في كتالوجه الخاص فيما يلي: في ليلة 1 وفجر 2 يونيو من عام 1764، أكتشفت سديماً في محيط هرقل، وأنا متأكد من أنه لا يحتوي على أي نجم؛ بعد أن تم فحصه باستخدام تلسكوب نيوتن الذي يبلغ أرتفاعه 4 أقدام ونصف، والذي تم تكبيره 60 مرة، فهو دائري، جميل ورائع، مركزه أكثر إشراقاً أطرافه: يستطيع المرء أن يراه بمنكسر عادي [غير لوني] بأرتفاع قدم واحدة، قدي بلغ قطره 3 دقائق قوسية: وهي مصحوبة بنجمتين، أحدهما تبلغ درجة لمعانه 9+ ، ويقع أحدهما فوق السديم والآخر أسفله، وبعيداً قليلاً. لقد حددت موقعها عند مرورها في خط الطول، ومقارنتها بالنجم إبسيلون هيرقل؛ ووصل لأعلى ارتفاع من صعوده الأيمن ليكون بأحداثيات 248 ' 18 ' 48 وأنحرافه 36 ' 54 ′ 44 شمالاً.

## خصائصه
يحتوي العنقود الكروي هرقل على نجم شاب بشكل غير عادي من النوع B2 ، يُسمى Barnard 29. والغريب في هذا النجم لا ينتمي النجم إلى العنقود، حيث أن نسبة المعدنية فيه أعلى من غالبية نجوم العنقود مسييه 13 من المتوقع أن مسييه 13 جذبه في مداره أثناء دورانه وحيداً حول مجرة درب التبانة. ونجوم العنقود قديمة جداً وحيث تمتلك 5 بالمئة فقط من محتوى الحديد الموجود في الشمس، وكذلك تشكلت قبل أن تخلق نجوم مجرتنا المعادن. ويحتوي مسييه 13 أيضاً على حوالي 15 نجماً أزرق متشرداً، ونجوم قديمة تبدو أصغر وأكثر زُرقة من جيرانها.
و يعتبر ميسييه 13 هو عنقود كروي مغلق من الفئة V وتتركز معظم نجوم العنقود في المركز. حيث يمتلك منطقة مركزية مزدحمة بالنجوم، منتشرة بمتوسط 100 نجم كل 3 سنوات ضوئية على جانبه. وللتوضيح يبعد النجم ألفا سينتوري، أقرب نظام نجمي إلى الأرض، 4.2 سنوات ضوئية. بعبارة أخرى، مركز مسييه 13 يبلغ حجمه 500 ضعف المسافة بين الأرض وبين النجم ألفا سينتوري

## معرض صور

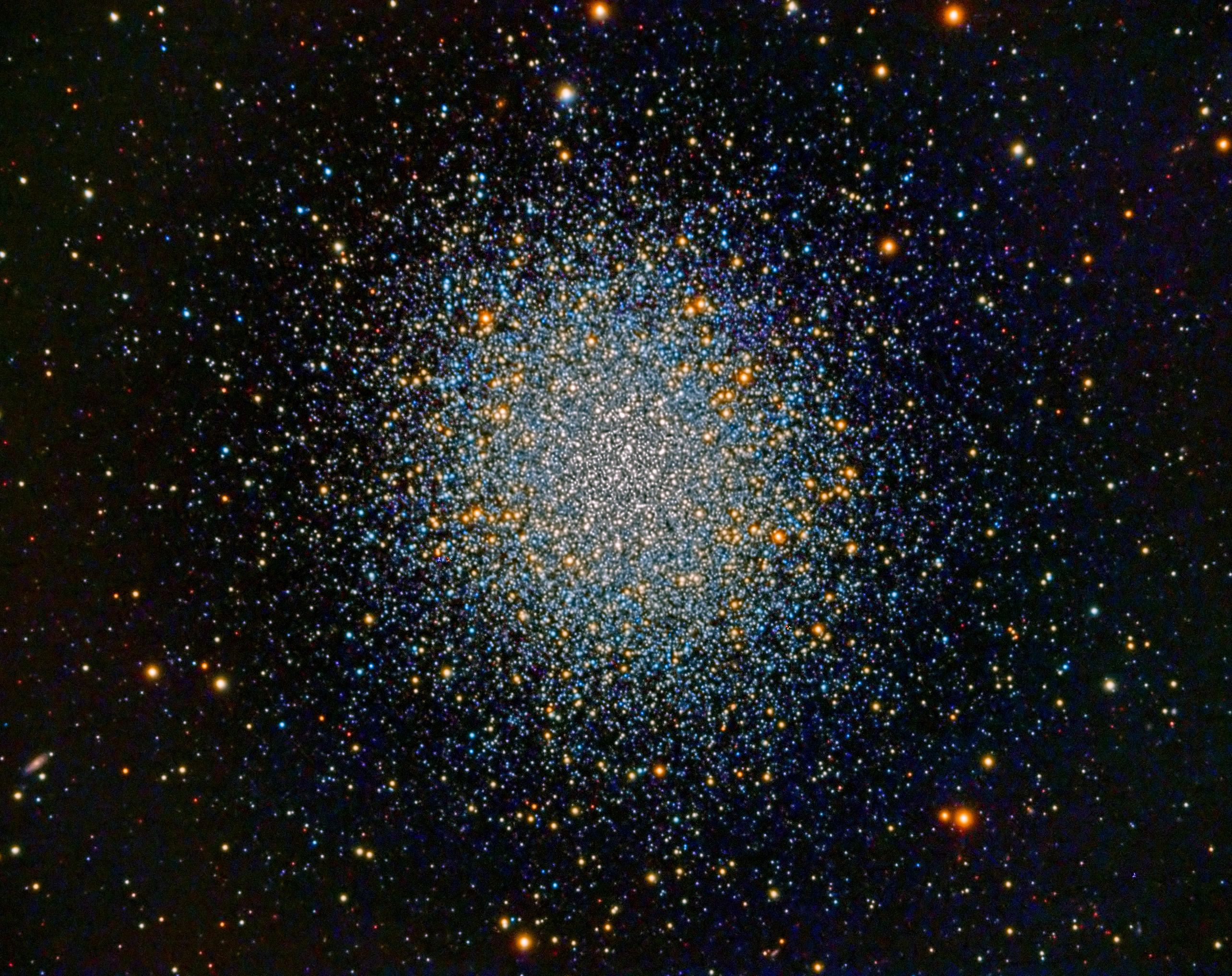
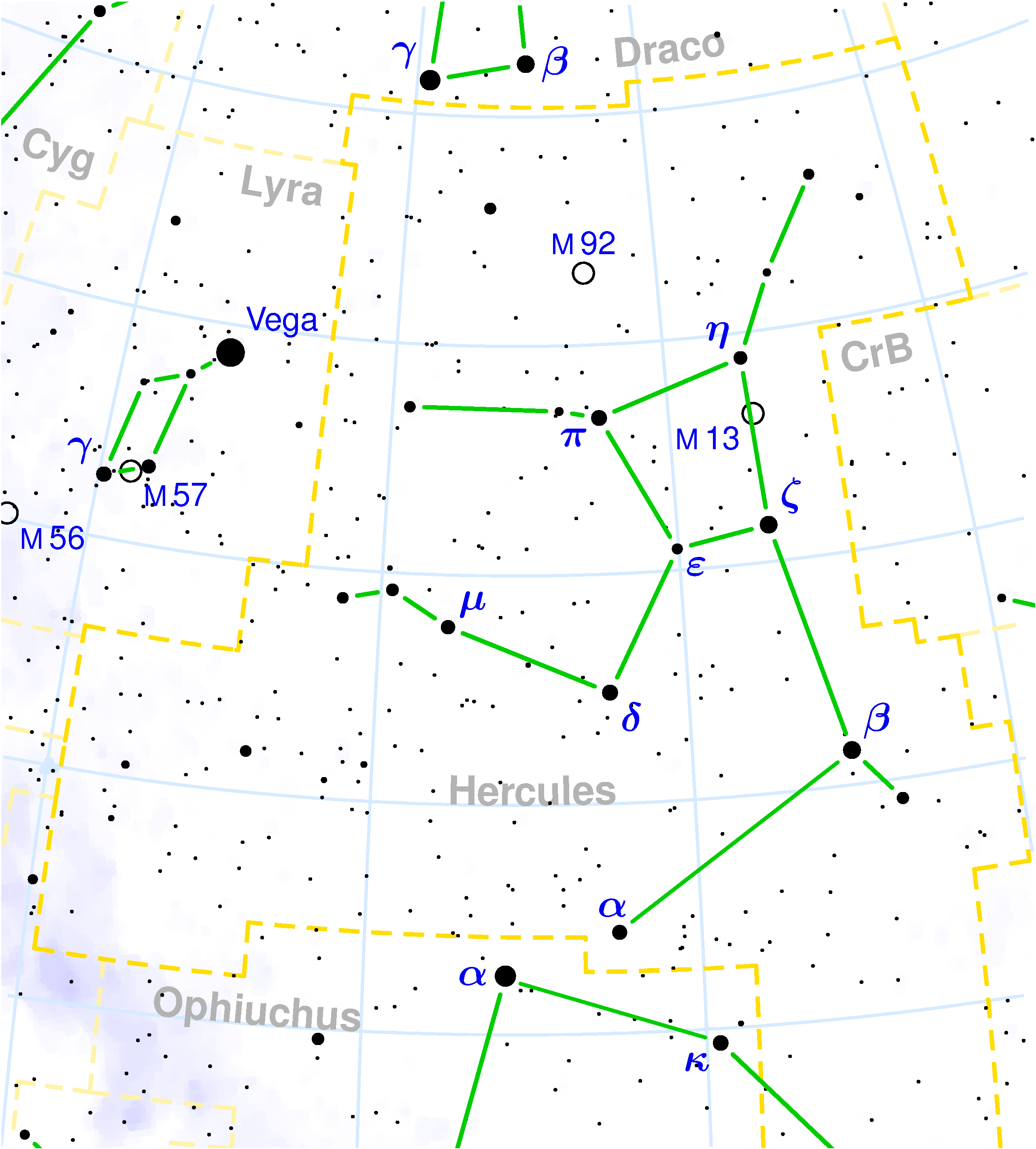
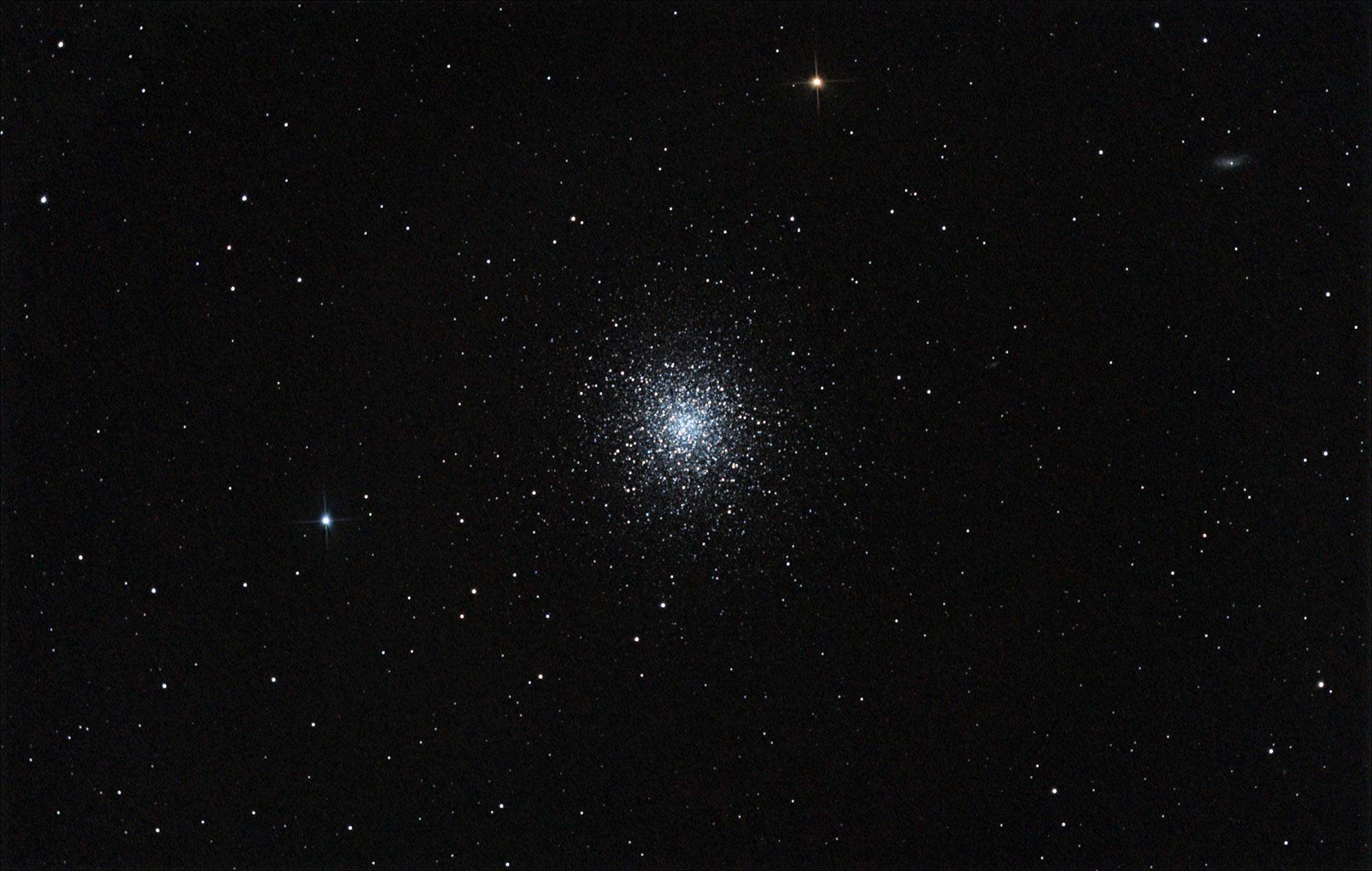